# Bradford (West Yorkshire)
Bradford város az Egyesült Királyság területén, Anglia északi részén, West Yorkshire grófságban, Manchestertől kb. 50 km-re ÉK-re. Lakosainak száma  534,300 fő volt 2007-ben de Leeds várossal együtt (Leeds-Bradford Városi Övezet) 2,4 millió fős tömörülést alkot (2004-ben).

## Története
Már a 16. században virágzó vásárváros, de az 1774-ben megnyitott mesterséges hajóút hozta meg neki az igazi fellendülést. 
A 19. századtól kezdve az angliai gyapjúkereskedelem központja és világelső lett a hosszú szálú finom gyapjúfonal kivitelében. (Fényes múltját jól tükrözi a hatalmas, olasz gótikus stílusban épült városháza is. Számos bezárt textilüzemeinek egyike, a Moorside ma ipari múzeum.) A 19. században német textilgyárosok telepedtek le a ma Kis-Németországnak (Little Germany) nevezett negyedben. A 20. század közepén nagyon sok bevándorló érkezett az indiai szubkontinensről, akik a város szövőgyáraiban találtak munkát. Ma a város lakosságának mintegy negyede ázsiai származású (főleg pakisztáni, indiai, bangladesi).
Egy 2023-ban készült felmérés Bradford-ot Európa legveszélyesebb városának minősítette.

## Éghajlat
| Hónap                         | Jan. | Feb. | Már. | Ápr. | Máj. | Jún. | Júl. | Aug. | Szep. | Okt. | Nov. | Dec. | Év   |
| ----------------------------- | ---- | ---- | ---- | ---- | ---- | ---- | ---- | ---- | ----- | ---- | ---- | ---- | ---- |
| Átlagos max. hőmérséklet (°C) | 5,8  | 5,9  | 8,7  | 11,3 | 15,0 | 18,2 | 19,9 | 19,9 | 17,3  | 13,4 | 8,8  | 6,7  | 12,6 |
| Átlagos min. hőmérséklet (°C) | 0,3  | 0,2  | 1,6  | 3,1  | 5,5  | 8,5  | 10,4 | 10,5 | 8,7   | 6,3  | 2,9  | 1,2  | 5,0  |
| Átl. csapadékmennyiség (mm)   | 61   | 45   | 52   | 48   | 54   | 54   | 51   | 65   | 57    | 55   | 57   | 61   | 660  |
| Forrás:                       |      |      |      |      |      |      |      |      |       |      |      |      |      |

## Népessége
| Lakosok száma | 76 996 | 294 400 | 293 277 |
|               | 1831   | 1968    | 2001    |

## Fordítás
Ez a szócikk részben vagy egészben  a   Bradford című angol Wikipédia-szócikk fordításán alapul.  Az eredeti cikk szerkesztőit annak laptörténete sorolja fel. Ez a jelzés csupán a megfogalmazás eredetét és a szerzői jogokat jelzi, nem szolgál a cikkben szereplő információk forrásmegjelöléseként.